# Шубино (Кувандицький міський округ)
Шу́бино (рос. Шубино) — село у складі Кувандицького міського округу Оренбурзької області, Росія.

## Населення
Населення — 63 особи (2010; 110 у 2002).
Національний склад (станом на 2002 рік):
- росіяни — 49 %
- татари — 27 %